# 虎跳峡

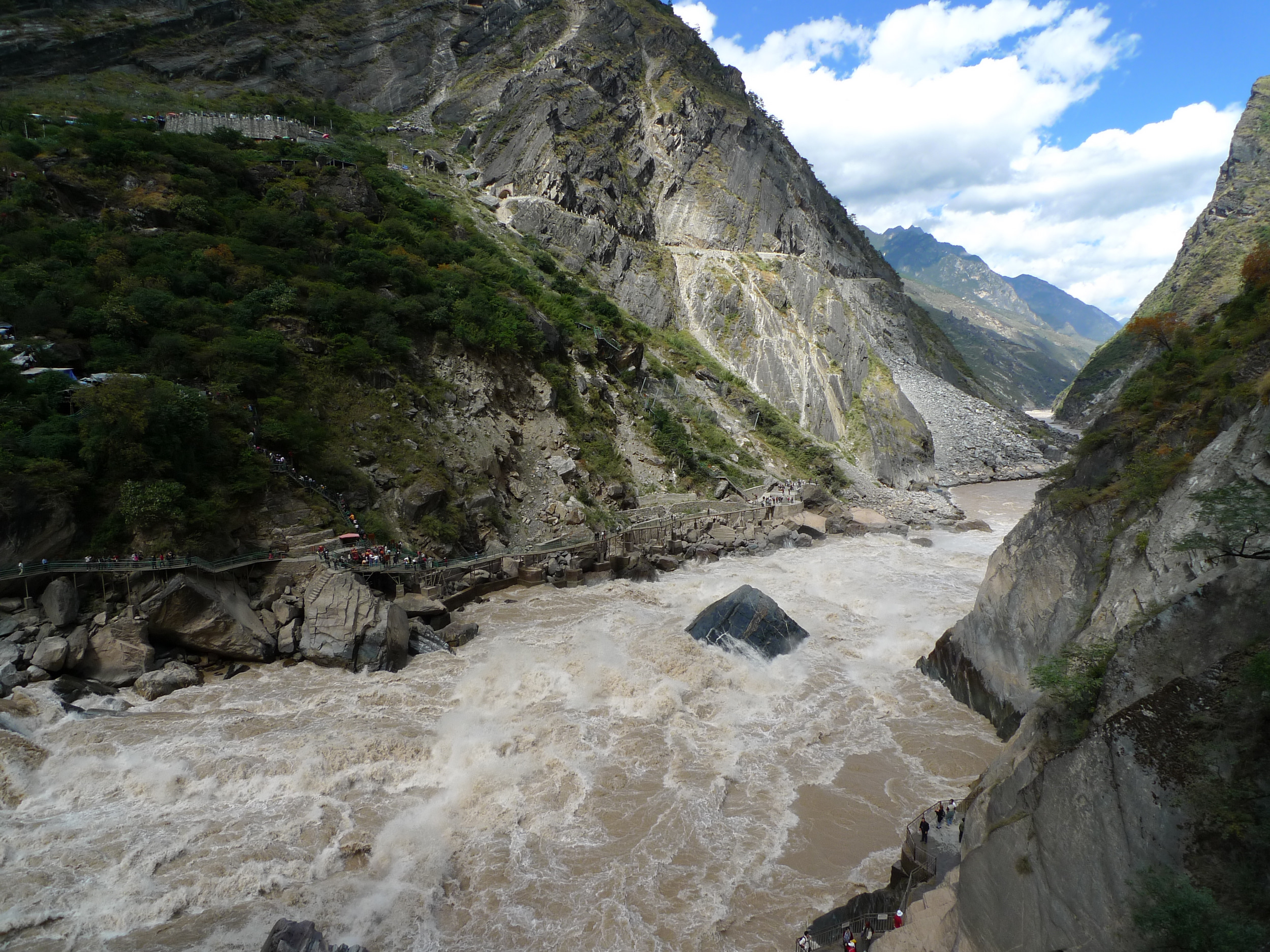
虎跳峡の中にある虎跳石

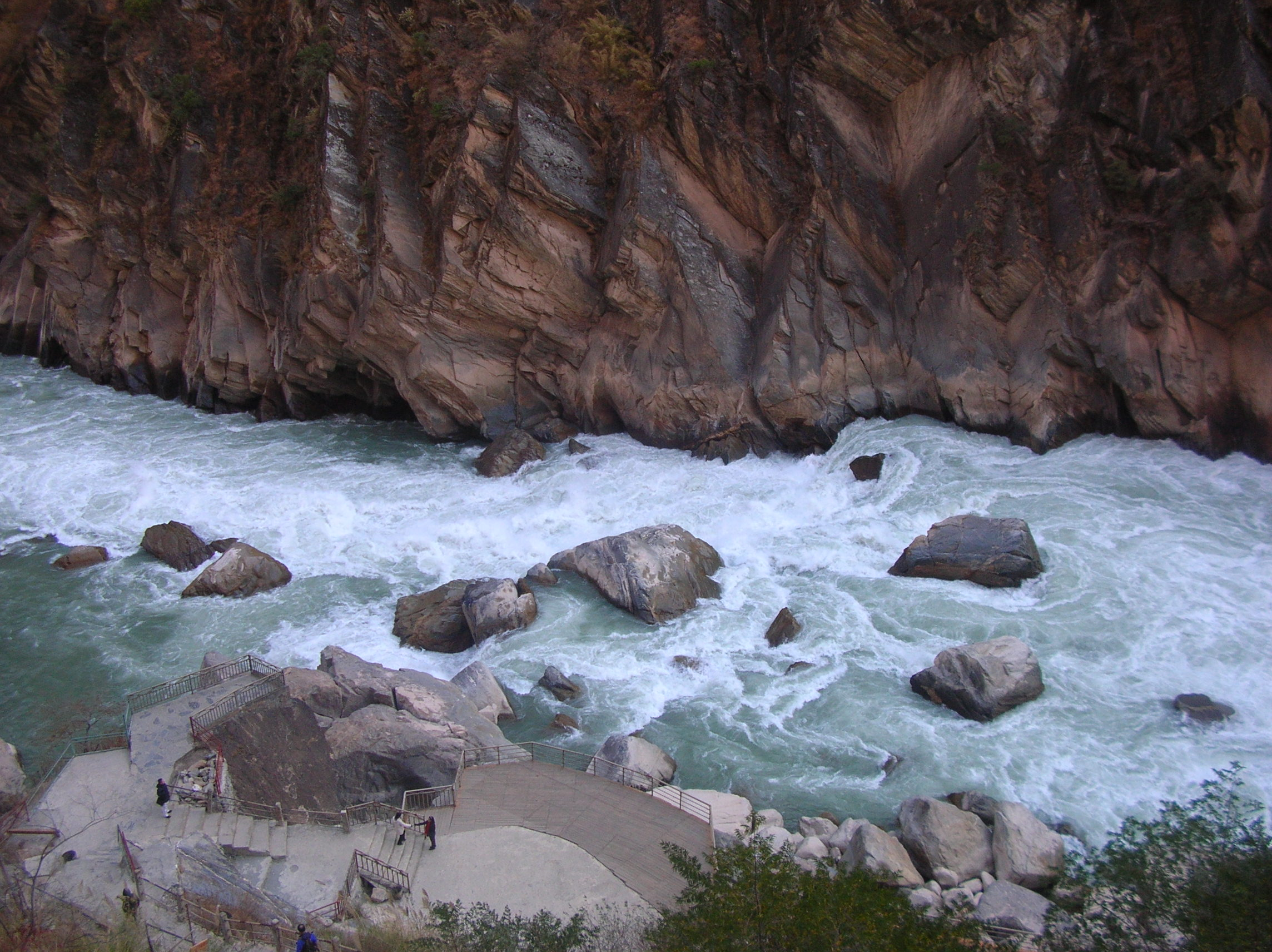
上から見た虎跳峡

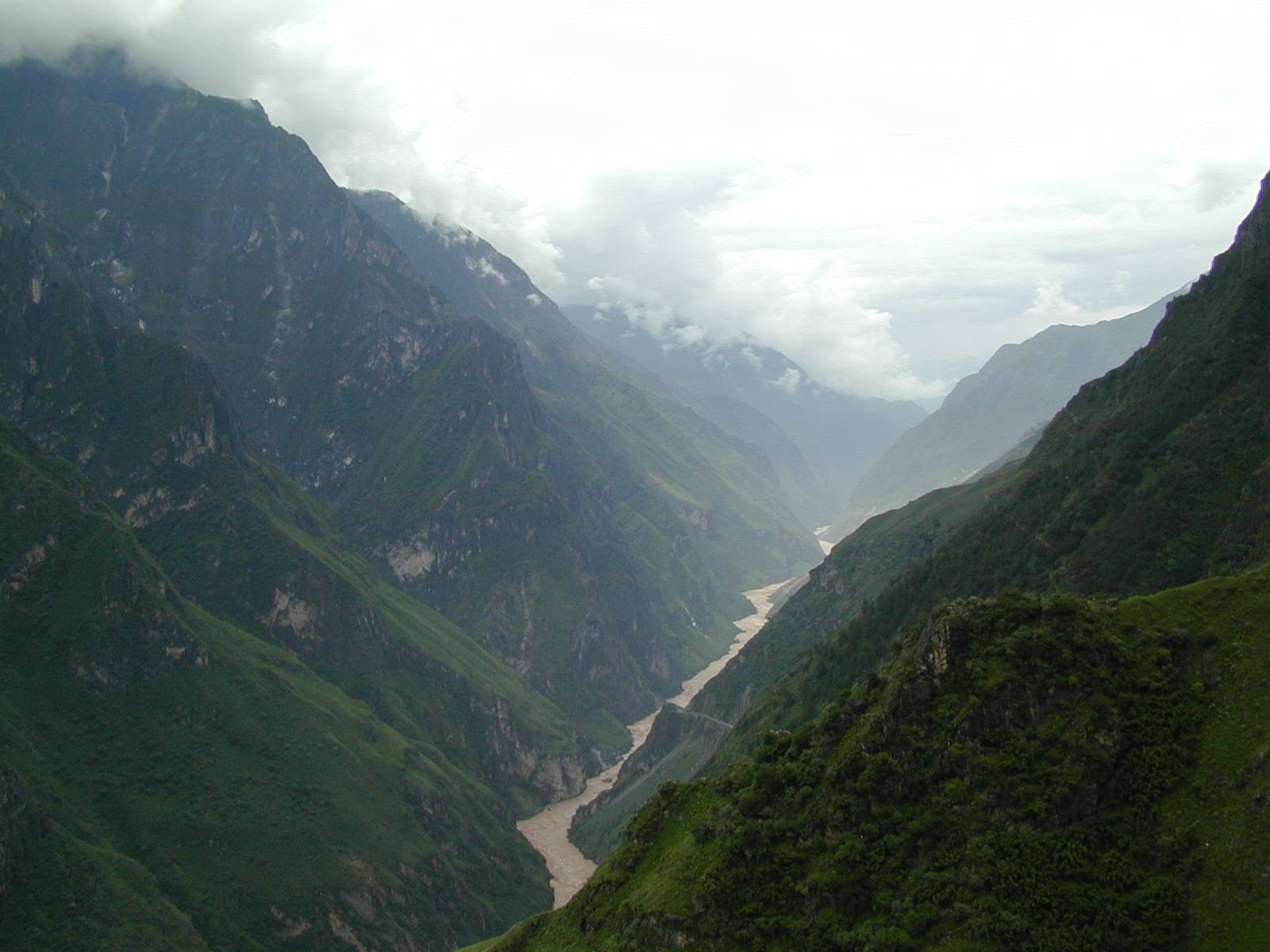
上空から見た虎跳峡

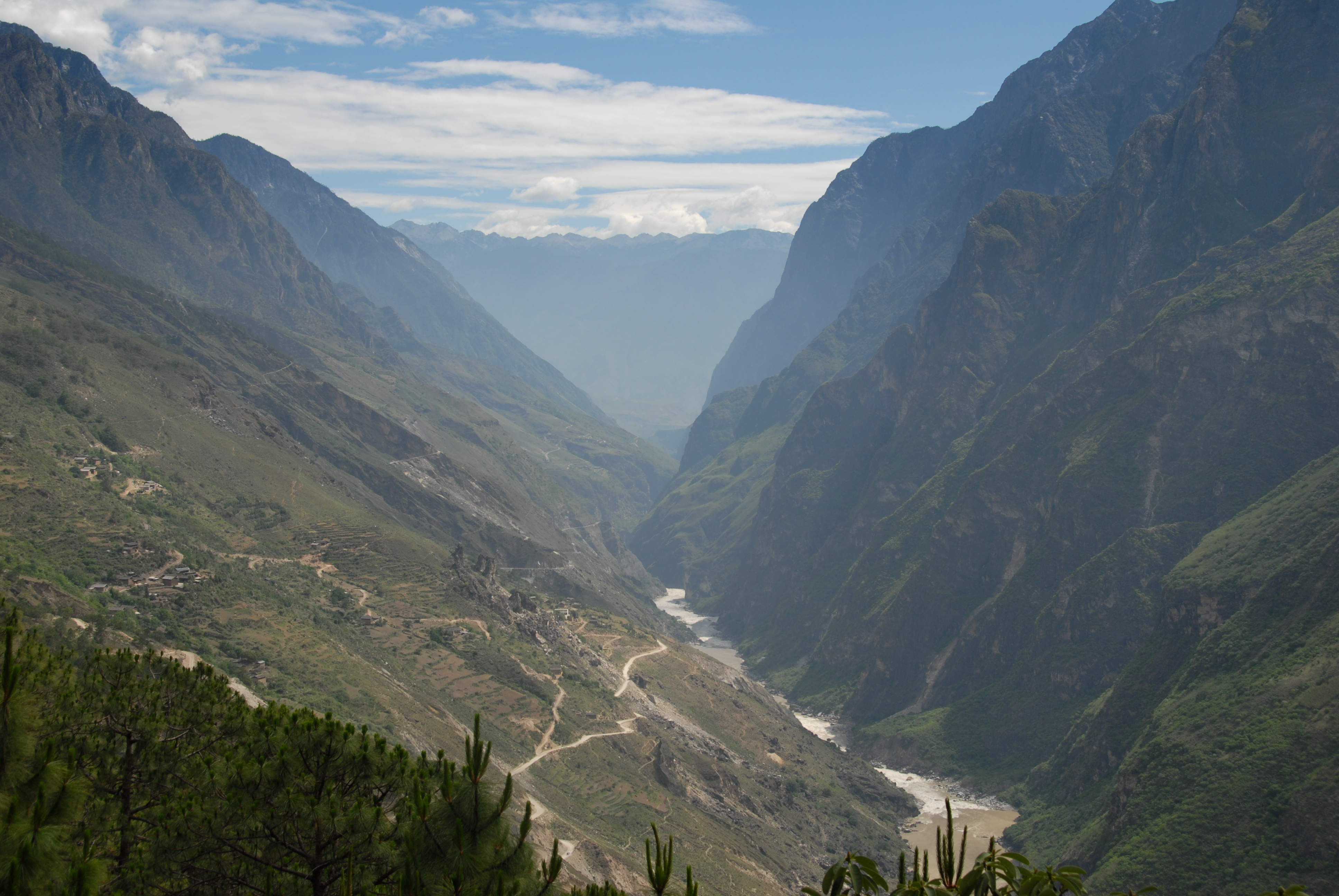
虎跳峡の山腹にある道

虎跳峡（こちょうきょう、簡体字: 虎跳峡、拼音: Hǔtiào Xiá、英語: Tiger Leaping Gorge）は中華人民共和国雲南省の金沙江（長江上流の名称）の本流にある非常に深い峡谷で、同省麗江市およびデチェン・チベット族自治州に属する。世界遺産に登録されている三江併流の哈巴雪山地域に含まれている。また、1988年に中華人民共和国国家重点風景名勝区に認定された「麗江玉龍雪山風景名勝区」の一部でもある。

## 位置
麗江市街からは北へ60km離れている。虎跳峡は麗江市の玉竜ナシ族自治県と、デチェン・チベット族自治州のシャングリラ市（旧称・中甸県）の間に位置しており、金沙江とその支流の碩多崗河が合流する付近（シャングリラ市の橋頭鎮の一帯）から始まって、玉竜ナシ族自治県の大具郷の一帯で終わるまで、16kmにわたって続いている。虎跳峡は上流から、上虎跳、中虎跳、下虎跳の三段に分かれている。それぞれの区画では、金沙江の大きな滝や、川の中に林立している奇岩などが見どころになっている。
峡谷の両岸には高山がそそり立ち、世界でも有数の深い峡谷となっている。左岸（西側）には哈巴雪山が、右岸（東側）には玉龍雪山があり、谷底から山頂までの高低差は3790mに達する。虎跳峡の両側の岩石は片岩と大理石からなる。川幅は60mから80mほどで、最も狭まった部分は約30mほどしかない。その両岸の断崖は2000m以上に達する。峡谷の上流から下流までの落差は200mあまりで、水流は急であり、航行不能であるかわりに水力資源は豊富といえる。
虎跳峡という名の由来には、金沙江の渇水の時に山から下りてきた猛虎が、峡谷の中の岩に飛び移り、そのまま対岸に跳んで渡ったとの言い伝えがある。また、川の中には虎が跳ぶときに踏み台にしたとされる「虎跳石」という岩もある。

## 観光・経済

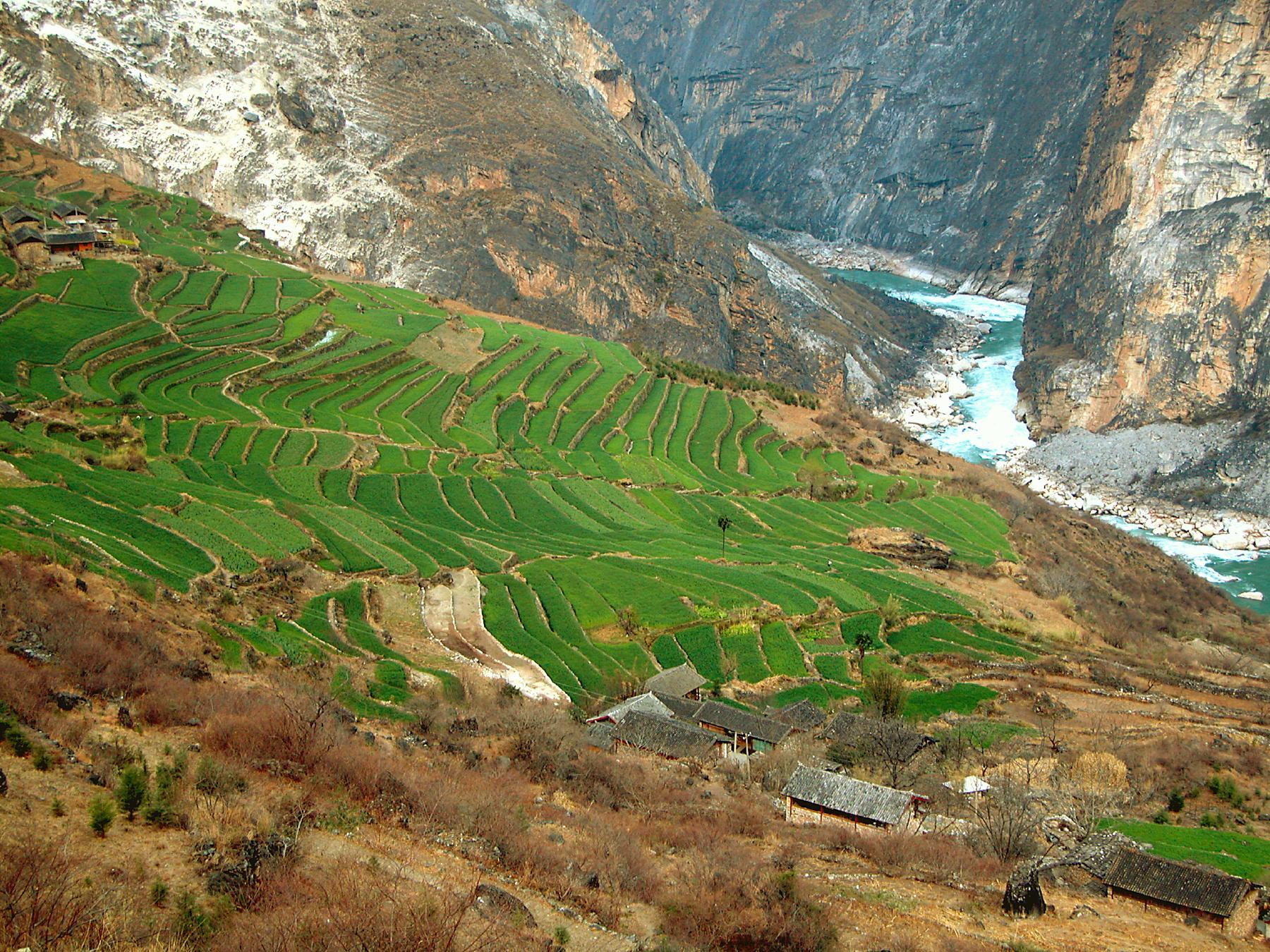
虎跳峡付近の村と棚田

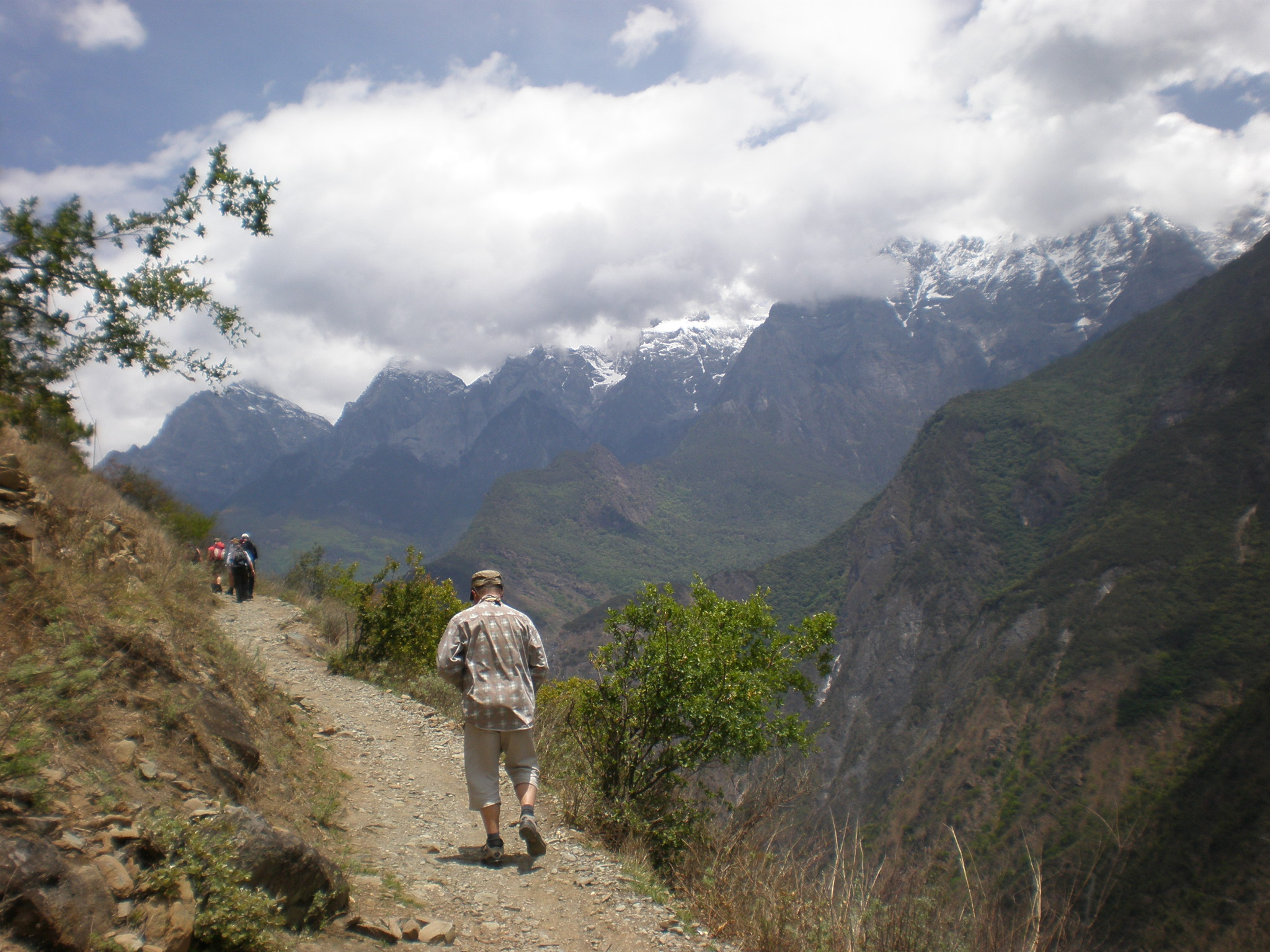
虎跳峡付近のトレッキングと雪山

周囲にはナシ族の村がわずかにあるだけで、狭い耕地で農業を営むほか、観光客相手の商売もしている。この地域が外国人観光客に開放されたのは1993年であるが、それ以来外国のバックパッカーや中国各地からの観光客が訪れている。バスが通る程度の道が峡谷沿いに通じているほか、その上方には人が歩ける程度の細道も通っている。途中のゲストハウスに泊まりながら峡谷を通る道をトレッキングする者も多い。
虎跳峡にはダム建設計画があったが、世界遺産に登録された三江併流の保護地域にあることや、観光資源・文化資源の水没も問題となっていた。この計画は2007年に破棄されている 。